# Rollwagenbüchlin
 (décembre 2020).
Si vous disposez d'ouvrages ou d'articles de référence ou si vous connaissez des sites web de qualité traitant du thème abordé ici, merci de compléter l'article en donnant les références utiles à sa vérifiabilité et en les liant à la section « Notes et références ».

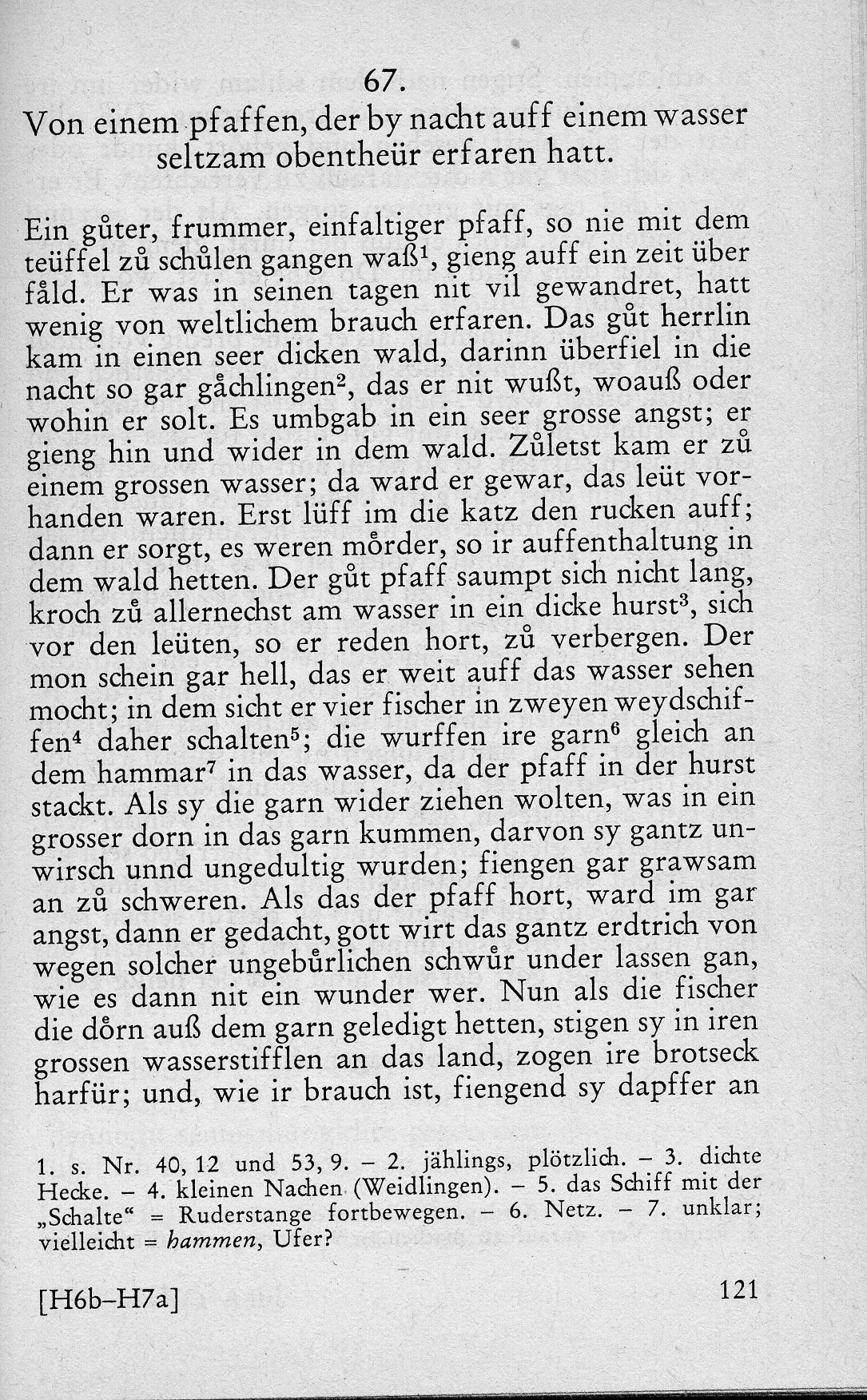
Rollwagenbüchlin

Le Rollwagenbüchlin (ou les joyeuses histoires à lire en diligence) est une édition populaire de Jörg Wickram. La première édition parut en 1555, chez l'imprimerie Knobloch de Strasbourg. L'auteur Jörg Wickram était le fils naturel du maire de Colmar. Ses multiples talents en ont fait à partir de 1530, l'auteur de romans épiques, de courts récits et de farces. Éclectique, il était par ailleurs libraire et peintre, et fonde une école de maîtres chanteur à Colmar en 1546.  En 1555, il est forcé comme protestant, de quitter sa ville natale pour aller à Burkheim , où  il publie le Rollwagenbüchlin sa neuvième œuvre connue et son chef-d'œuvre. 

## L'œuvre
Le Rollwagenbüchlin est initialement un recueil de 67 farces, augmentées par la suite jusqu'à 111, dans les éditions ultérieures. 
Il est écrit en Alsacien, langue à mi-chemin entre le Moyen et le Neuhochdeutsch. C'est une des premières œuvres marquantes de la littérature alsacienne.
Wickram dédicace l'œuvre à son ami, le propriétaire de l'auberge la « Fleur » de Colmar, Martin Neu, pour distraire ses hôtes lors de leurs voyages.La diligence était alors un des principaux moyens de transport, et les passagers n'avaient pour se distraire que la ressource de se raconter des histoires.
Les farces sont drôles, courtes, rugueuses, parfois obscènes, mais ont des racines humanistes et religieuses. Les premiers récits remontent au Moyen Âge, alors qu'ils se rattachent par la suite aux débuts de la renaissance. 
Les farces sont aussi édifiantes et on peut facilement en retirer des enseignements moraux. Le milieu décrit est principalement celui d'une petite bourgeoisie active alsacienne, de serviteurs, de commerçants et de propriétaires, des artisans, des prêtres, des paysans, des soldats et dont  le Rollwagenbüchlin ne cesse de se moquer de leurs travers. Le bas clergé tout comme le Pape sont des cibles faciles. La finesse d'esprit des nobles et des étudiants, contraste souvent avec la folie ou la bêtise des « gens simples », dont ils se moquent. Wickram est lui-même un patricien lettré et il ne remet pas en cause un ordre établi. 
Wickram s'inspire de Aus Ernst und Schimpf (de la Honte et du Sérieux) du prédicateur franciscain Johannes Pauli paru en 1522, ou du  mais aussi de traditions orales alémaniques, comme Narrenschiff de Sébastian Brandt. Si on le compare au Wegkürtzer de Martin Montanus, il n'est généralement pas particulièrement obscène et le comique résulte souvent d'une mauvaise maîtrise de la Langue, soit pris trop littéralement au mot, soit mal compris.
De son vivant, Wickram a réédité quatre fois le Rollwagenbüchlin qui a été très populaire. Jusqu'à la Guerre de Trente ans, 14 éditions en ont été faites. 
Les Frères Grimm l'ont redécouvert à la période romantique et s'en sont inspirés. La première édition scientifique de l'œuvre est parue en 1865. 

## Éditions
- Principales éditions:
  - Georg Wickrams Werke. Publié en Allemagne par Johannes Bolte et Willy Scheel. 8 Vol., Tübingen, 1901-1906. (Bibliothèque de la revue littéraire Association de Stuttgart). Réédition (Olms Verlag, Hildesheim, en 1974, Hiersemann-Verlag Stuttgart 1974)
  - Wickram, Georg: Sämtliche Werke. Publié par Hans-Gert Roloff. Tomes I – XIII/2, Berlin, 1967-2003. (Edition de la Littérature allemande du XVe au XVIIIe siècle). Éditeur Walter de Gruyter, Berlin.
- Autres éditions allemandes
  - Rollwagenbüchlein. Leipzig [1914], (Insel-Bücherei 132), d'autres Éditions et Rééditions jusqu'en 1962
  - Rollwagenbüchlein. Hg. de Gerhard Steiner, Berlin Ost/1957 (Eulenspiegel-Verlag), à d'autres Obligations à 1981
  - Le Rollwagenbüchlin. d'après J. Bolte, Stuttgart, Ed. 1968, (Reclam - Universal-Bibliothek N ° 1346), réed  1992
- Traduction française
  - Joyeuses histoires à lire en diligence, première traduction française du Rollwagenbüchlin, le chef-d’œuvre de Jörg Wickram, par Catherine Fouquet (Éditions Arfuyen, 2012). Bourse de traduction du prix du patrimoine Nathan Katz 2011.

## Biographie
- Erich Kleinschmidt: Jörg Wickram. Dans: Deutsche Dichter der Frühen Neuzeit  1450 – 1600. Stephan Füssel. Berlin, 1991, P. 494-511.
- Oskar Frankl: Der Jude in der deutschen Dichtung des 15., 16. und 17. Jahrhunderts.  Diss. phil. Université De Vienne. Papauscheck, dans la région de Moravie-Ostrava , en 1905,
- Edition Robert Hoffmann, Leipzig, 1905 P. 62 - 65 Scan  de l'Université de Toronto

## Liens
- E-le Texte  de la Bibliotheca Augustana